# Гербарий Казанского университета
Гербарий Казанского университета — один из старейших гербариев России.

## История
Гербарий Казанского университета имеет почти двухвековую историю. Первые образцы сухих растений появились в Кабинете естественной истории Императорского Казанского университета ещё в 1815 году. Часть этих материалов хранится в Гербарии и в настоящее время (листы датированы 1815—1817 гг.). Позднее коллекция постепенно росла как за счет материалов экспедиций, организуемых университетом, так и за счет закупки образцов у известных ботаников и коллекторов или обмена. Значительное пополнение Гербария в конце прошлого века явилось результатом активной деятельности Общества естествоиспытателей при Императорском Казанском университете [2]. В Гербарии также хранятся материалы, собиравшиеся сотрудниками и студентами кафедры ботаники с момента её образования в . до наших дней [3, 4].
В 1914 году была произведена полная инвентаризация гербарных материалов. Коллекции привели в порядок, образцы смонтировали на листах плотной бумаги, создали именные коллекции и составили карточный каталог. В 1960—1970 годы информация о коллекции была подана в издание «Index Herbariorum» [5] и гербарию был присвоен акроним KAZ.
C 1991 года Гербарий KAZ входит в структуру музеев Казанского университета. В настоящее время он является отделом Зоологического музея и гербария им. Э. А. Эверсмана.

## Фонды
Фонды Ботанического отдела насчитывают свыше 120 тысяч единиц хранения (гербарных листов). Все хранящиеся в Гербарии KAZ материалы могут быть разделены на основной и дублетные фонды. Последний формируется из образцов, собранных на территории Республики Татарстан.
Материалы основного фонда можно классифицировать по ряду признаков [6]:
1) По времени сбора выделяются исторические и современные коллекции. В группу исторических объединены коллекции, собранные в XIX-м веке и до 30-40-х годов XX-го века. Это преимущественно именные коллекции из разных географических районов (таблица). Они отличаются цельностью, законченностью в оформлении и наличием справочных материалов и представляют, помимо научной, известную историческую ценность. Из крупных старых коллекций следует особо отметить собрания образцов мировой флоры, купленные у аббата де Грандидье в 1824 г. (1500), у Ф. И. Рупрехта (6500), у П. Я. Корнух-Троцкого (4500) в 1840-х годах. В группу современных включены коллекции, собранные приблизительно с середины XX-го века до наших дней. Среди них наибольший интерес представляют сборы из ряда районов бывшего СССР: Бурятии, Казахстана, Чукотки и некоторых других.
Наиболее значимые исторические коллекции в гербарии Казанского университета
| Коллектор              | Место сбора                                          | Время сбора, годы | Количество образцов |
| Эверсман Э. А.         | Оренбургская и Астраханская губернии                 | 1829              | 242                 |
| Корнух-Троцкий П. Я.   | Окрестности Казани                                   | 1830—1850         | 500                 |
| Карвинский В. Ф.       | Мексика                                              | 1841—1843         | 600                 |
| Вагнер Н. П.           | Низовья р. Волги                                     | 1868              | 200                 |
| Раевский В. А.         | Нижегородская губерния                               | 1870—1874         | 440                 |
| Мартьянов Н. М.        | Казанская губерния                                   | 1873              | 1400                |
| Мартьянов Н. М.        | Окрестности г. Минусинска                            | 1870—1875         | 1400                |
| Крылов П. Н.           | Пермская губерния                                    | 1874—1878         |                     |
| Крылов П. Н.           | Вятская губерния                                     | 1881—1882         | 3500                |
| Шелль Ю. К.            | Уфимская и Оренбургская губернии                     | 1877—1878         | 2500                |
| Сорокин Н. В.          | Средняя Азия                                         | 1879              | 1200                |
| Коржинский С. И.       | Казанская, Самарская, Симбирская губернии            | 1884—1886         | 800                 |
| Коржинский С. И.       | Пермская и Уфимская губернии                         | 1886—1887         | 800                 |
| Ризноположенский Р. В. | Казанская губерния                                   | 1885—1886         | 200                 |
| Буш Н. А.              | Вятская губерния                                     | 1888              | 250                 |
| Гордягин А. Я.         | Казанская губерния                                   | 1885—1890         | 1500                |
| Гордягин А. Я.         | Пермская, Уфимская, Оренбургская, Самарская губернии | 1891—1893         | 1500                |
| Гордягин А. Я.         | Западная Сибирь                                      | 1897—1897         | 1500                |
| Гордягин А. Я.         | Северный Кавказ                                      | 1914—1916         | 1500                |
| Иванов В. В.           | Саратовская губерния                                 | 1901—1909         | 150                 |
| Иванов В. Е.           | Казанская губерния                                   | 1905—1907         | 355                 |
| Иванов В. Е.           | Костромская губерния                                 | 1907—1910         | 355                 |
| Яснитский В.           | Казанская и Саратовская губернии                     | 1914—1916         | 900                 |
| Семенов Б. С.          | Енисейская губерния                                  | 1915—1916         | 700                 |
| Баранов В. И.          | Казанская губерния                                   | 1913—1915         | 1200                |
| Баранов В. И.          | Западная Сибирь                                      | 1925—1927         | 1200                |
| Васильева Л. Н.        | Вотская губерния                                     | 1927              | 2800                |
| Васильева Л. Н.        | Окрестности г. Чита                                  | 1929              | 2800                |
| Васильева Л. Н.        | Марийская Автономная Область                         | 1930—1934         | 2800                |
| Васильева Л. Н.        | Кавказский заповедник                                | 1935—1936         | 2800                |

2) По географическому принципу в основном фонде можно выделить примерно равные по объёму группы: гербарий флоры бывшей Российской Империи (бывшего Советского Союза), гербарий флоры Республики Татарстан, гербарий мировой флоры. В последнюю группу относятся 3 крупные коллекции образцов растений из разных географических районов Земли и ряд небольших коллекций, представляющих флоры отдельных стран и регионов (Мексика, Капская область, страны Европы).
3) По систематической принадлежности в основном фонде выделяются коллекции грибов, водорослей и высших растений. Микологическая часть гербария представлена преимущественно лишайниками. Среди высших растений встречаются образцы из всех отделов, но объём коллекции моховидных весьма незначителен.
Коллекция грибов, по приблизительным подсчётам, составляет около 6 тысяч единиц хранения [7]. Грибные эксикаты в коллекции представлены следующими изданиями: L. Rabenhorst Fungi europaei, 1872—1886 (2000); F. De Thuemen Mycotheca universalis, 1875—1884 (1900); N.M. Martianoff Plantae Minusinensis exsiccatae (Fungi) (375); Fungi selecti exsiccati a Joanne Kunze collecti, (150); Г. С. Неводовский Грибы СССР, 1952—1961 (175).
Кроме перечисленных образцов, в Гербарии также хранятся:
- коллекция, собранная С. И. Коржинским в окрестностях Казани, датированная 1884 годом (50);
- коллекции грибов Кавказского заповедника (90) и окрестностей Казани (около 100), собранные Л. Н. Васильевой в 1920-30-е годы;
- коллекция Б. П. Василькова из Марийской автономной области, собранная в 1930-е годы (350).

Образцы грибов также представлены в гербариях мировой флоры, купленных у Рупрехта и Корнух-Троцкого (500 и 130 образцов, соответственно).
Коллекция лишайников содержит около 22 тысяч единиц хранения. Лишайниковые эксикаты в Гербарии представлены двенадцатью различными изданиями, однако в своём первоначальном виде сохранились лишь следующие: G. Malme Lichenes Suecici Exsiccati, 1908—1913 (280); H. Claudel, V. Claudel et Abb. J. Harmand Lichenes Gallici Praecipui Exsiccati, 1903—1913 (400); J.J. Havaas Lichenes Norvegiae occidentalis exsiccati, 1912 (24); C. Mereschkowsky Lichenes Rossiae Exsiccati, 1911 (75).
Гербарий моховидных насчитывает около двух тысяч единиц хранения. В коллекции имеются следующие изданные гербарные образцы: T. Husnot Musci Galliae, (550); Hepaticae et Musci URSS exsiccati, 1957 (50). Представляют интерес мхи мировой флоры в коллекциях, купленных у Корнух-Троцкого и Рупрехта (65) и мхи флоры России в коллекции, собранной Мережковским в окрестностях Казани и Ревеля (150), а также сборы П. Н. Крылова в Казанской губернии, датированные 1882—1883 годами (150). В Гербарии также хранятся материалы других коллекторов из различных областей России.
Около двух третей основного фонда составляют сосудистые растения. Из эксикат имеется Гербарий Русской Флоры, издававшийся Ботаническим музеем Императорской Академии наук в 1900—1911 годах (2200).
Также в фондах Ботанического отдела Зоологического музея и гербария им. Э. А. Эверсмана хранятся наглядные пособия (настенные таблицы и модели), использовавшиеся в учебном процессе. Из наиболее известных изданий сохраняются серии таблиц Л. Кни (L. Kny, Botanische Wandtafeln), А. Петера (A. Peter, Botanische Wandtafeln), Ф. Коля (F.G. Kohl, Botanische Wandtafeln), Циппеля и Больмана (H. Zippel bearbeitet von O.W. Tome, gezeichnet von C. Bollmann, Auslandische Kulturpflanzen in farbigen Wandtafeln) и ряда других авторов. Таблицы снабжены пояснительным текстом, зачастую представляющим собой небольшую статью, содержащую результаты научных исследований автора.
Сохраняются и используются в учебном процессе около ста моделей, производства известнейшей фирмы по производству учебных ботанических моделей Р. Бренделя (Robert Brendel).
В учебных таблицах, изготовленных к курсу «Систематика растений» В. И. Барановым, отображены морфологические, экологические, анатомические особенности растений, указаны ареалы. В качестве иллюстраций к учебным курсам «Ботаническая география» и «Палеоботаника» В. И. Барановым были нарисованы многочисленные ландшафтные и палеоландшафтные пейзажи. В настоящее время коллекция картин В. И. Баранова насчитывает свыше 100 единиц хранения.
В фондах музея хранится 20 коллекций палеофлор, насчитывающих около 2030 образцов, относящихся к 127 родам и 234 видам растений. Это камни с отпечатками листьев, ископаемая древесина и плоды разного геологического возраста, собранные в разных частях России и сопредельных государств. Коллекции охватывают огромный временной промежуток от перми до плейстоцена.

## Экспозиция
Экспозиция Ботанического отдела была торжественно открыта 23 ноября 2018 года. Она разместилась в бывшем кабинете профессора В. И. Баранова, который заведовал кафедрой ботаники (1932—1945 гг.), а после разделения последней кафедрой систематики растений Казанского университета (1945—1964 гг.). Ранее здесь же находился палеоботанический музей кафедры ботаники.
Экспозиция Ботанического отдела Зоологического отдела и гербария им. Э. А. Эверсмана включает в себя коллекцию низших растений, грибов и лишайников, палеоботаническую, дендрологическую, карпологическую (семена, шишки, плоды) коллекции, коллекцию по экономической ботанике (полезные растения и различные изделия, полученные из них). Повышенный интерес посетителей вызывает коллекция живых растений (тропические споровые растения, редкие голосеменные, пустынные и лесные кактусы, живые пищевые и пряные растения, плотоядные растения, многочисленные декоративные ароидные, бромелиевые, орхидные и т. д.). В бывшем кабинете В. И. Баранова выставлены его личные вещи (рабочий стол, кресло, чернильный набор, шкатулка для писем, рукописи, фотографии и т. д.) и картины, написанных профессором.
В настоящее время ведется работа над созданием постоянной экспозиции, посвященной истории ботанических исследований в Казанском университете.